# Lista planetelor minore/185401–185500
Aceasta este Lista planetelor minore/185401–185500; pentru a naviga prin lista completă vezi Lista planetelor minore.
Pentru ale detalii vezi și Proiect:Astronomie sau Portal:Astronomie.
| Nume            | Denumire provizorie | Data descoperirii  | Locul descoperirii      | Descoperitor(i)        |
| --------------- | ------------------- | ------------------ | ----------------------- | ---------------------- |
| 185401 -        | 2006 WG96           | 19 noiembrie 2006  | Catalina                | CSS                    |
| 185402 -        | 2006 WW108          | 19 noiembrie 2006  | Kitt Peak               | Spacewatch             |
| 185403 -        | 2006 WV117          | 20 noiembrie 2006  | Mount Lemmon            | Mount Lemmon Survey⁠(d) |
| 185404 -        | 2006 WJ120          | 21 noiembrie 2006  | Socorro                 | LINEAR                 |
| 185405 -        | 2006 WQ128          | 26 noiembrie 2006  | 7300 Observatory⁠(d)     | W. K. Y. Yeung         |
| 185406 -        | 2006 WJ129          | 26 noiembrie 2006  | 7300 Observatory        | W. K. Y. Yeung         |
| 185407 -        | 2006 WN129          | 23 noiembrie 2006  | Goodricke-Pigott⁠(d)     | R. A. Tucker⁠(d)        |
| 185408 -        | 2006 WT131          | 17 noiembrie 2006  | Mount Lemmon            | Mount Lemmon Survey⁠(d) |
| 185409 -        | 2006 WY140          | 20 noiembrie 2006  | Kitt Peak               | Spacewatch             |
| 185410 -        | 2006 WD147          | 20 noiembrie 2006  | Kitt Peak               | Spacewatch             |
| 185411 -        | 2006 WY158          | 22 noiembrie 2006  | Socorro                 | LINEAR                 |
| 185412 -        | 2006 WN161          | 23 noiembrie 2006  | Kitt Peak               | Spacewatch             |
| 185413 -        | 2006 WP163          | 23 noiembrie 2006  | Kitt Peak               | Spacewatch             |
| 185414 -        | 2006 WS163          | 23 noiembrie 2006  | Kitt Peak               | Spacewatch             |
| 185415 -        | 2006 WL171          | 23 noiembrie 2006  | Kitt Peak               | Spacewatch             |
| 185416 -        | 2006 WU171          | 23 noiembrie 2006  | Kitt Peak               | Spacewatch             |
| 185417 -        | 2006 WJ172          | 23 noiembrie 2006  | Kitt Peak               | Spacewatch             |
| 185418 -        | 2006 WH182          | 24 noiembrie 2006  | Mount Lemmon            | Mount Lemmon Survey⁠(d) |
| 185419 -        | 2006 WU185          | 17 noiembrie 2006  | Palomar                 | NEAT                   |
| 185420 -        | 2006 WC191          | 27 noiembrie 2006  | Kitt Peak               | Spacewatch             |
| 185421 -        | 2006 WL191          | 27 noiembrie 2006  | Kitt Peak               | Spacewatch             |
| 185422 -        | 2006 WS192          | 27 noiembrie 2006  | Kitt Peak               | Spacewatch             |
| 185423 -        | 2006 XM             | 10 decembrie 2006  | RAS⁠(d)                  | A. Lowe⁠(d)             |
| 185424 -        | 2006 XJ5            | 2 decembrie 2006   | Socorro                 | LINEAR                 |
| 185425 -        | 2006 XR7            | 9 decembrie 2006   | Kitt Peak               | Spacewatch             |
| 185426 -        | 2006 XW7            | 9 decembrie 2006   | Palomar                 | NEAT                   |
| 185427 -        | 2006 XX7            | 9 decembrie 2006   | Palomar                 | NEAT                   |
| 185428 -        | 2006 XX10           | 9 decembrie 2006   | Kitt Peak               | Spacewatch             |
| 185429 -        | 2006 XS16           | 10 decembrie 2006  | Kitt Peak               | Spacewatch             |
| 185430 -        | 2006 XE22           | 12 decembrie 2006  | Kitt Peak               | Spacewatch             |
| 185431 -        | 2006 XX25           | 12 decembrie 2006  | Catalina                | CSS                    |
| 185432 -        | 2006 XO26           | 12 decembrie 2006  | Catalina                | CSS                    |
| 185433 -        | 2006 XJ27           | 13 decembrie 2006  | Kitt Peak               | Spacewatch             |
| 185434 -        | 2006 XK31           | 13 decembrie 2006  | Eskridge                | Eskridge               |
| 185435 -        | 2006 XC33           | 11 decembrie 2006  | Kitt Peak               | Spacewatch             |
| 185436 -        | 2006 XG38           | 11 decembrie 2006  | Kitt Peak               | Spacewatch             |
| 185437 -        | 2006 XB47           | 13 decembrie 2006  | Mount Lemmon            | Mount Lemmon Survey⁠(d) |
| 185438 -        | 2006 XW47           | 13 decembrie 2006  | Kitt Peak               | Spacewatch             |
| 185439 -        | 2006 XR49           | 13 decembrie 2006  | Mount Lemmon            | Mount Lemmon Survey⁠(d) |
| 185440 -        | 2006 XK52           | 14 decembrie 2006  | Socorro                 | LINEAR                 |
| 185441 -        | 2006 XE54           | 15 decembrie 2006  | Socorro                 | LINEAR                 |
| 185442 -        | 2006 XQ54           | 15 decembrie 2006  | Socorro                 | LINEAR                 |
| 185443 -        | 2006 XG57           | 14 decembrie 2006  | Catalina                | CSS                    |
| 185444 -        | 2006 XB59           | 14 decembrie 2006  | Kitt Peak               | Spacewatch             |
| 185445 -        | 2006 YA2            | 17 decembrie 2006  | 7300 Observatory⁠(d)     | W. K. Y. Yeung         |
| 185446 -        | 2006 YN6            | 17 decembrie 2006  | Mount Lemmon            | Mount Lemmon Survey⁠(d) |
| 185447 -        | 2006 YT11           | 18 decembrie 2006  | Nyukasa⁠(d)              | Nyukasa⁠(d)             |
| 185448 Nomentum | 2006 YK13           | 25 decembrie 2006  | Vallemare di Borbona⁠(d) | V. S. Casulli⁠(d)       |
| 185449 -        | 2006 YG26           | 21 decembrie 2006  | Kitt Peak               | Spacewatch             |
| 185450 -        | 2006 YG30           | 21 decembrie 2006  | Kitt Peak               | Spacewatch             |
| 185451 -        | 2006 YS30           | 21 decembrie 2006  | Kitt Peak               | Spacewatch             |
| 185452 -        | 2006 YZ39           | 22 decembrie 2006  | Kitt Peak               | Spacewatch             |
| 185453 -        | 2006 YK41           | 22 decembrie 2006  | Kitt Peak               | Spacewatch             |
| 185454 -        | 2006 YW45           | 21 decembrie 2006  | Catalina                | CSS                    |
| 185455 -        | 2006 YX46           | 22 decembrie 2006  | Kitt Peak               | Spacewatch             |
| 185456 -        | 2007 AT             | 8 ianuarie 2007    | Mount Lemmon            | Mount Lemmon Survey⁠(d) |
| 185457 -        | 2007 AN2            | 8 ianuarie 2007    | Socorro                 | LINEAR                 |
| 185458 -        | 2007 AO6            | 8 ianuarie 2007    | Kitt Peak               | Spacewatch             |
| 185459 -        | 2007 AD8            | 9 ianuarie 2007    | Mount Lemmon            | Mount Lemmon Survey⁠(d) |
| 185460 -        | 2007 AG14           | 9 ianuarie 2007    | Mount Lemmon            | Mount Lemmon Survey    |
| 185461 -        | 2007 BK1            | 16 ianuarie 2007   | Catalina                | CSS                    |
| 185462 -        | 2007 BH4            | 16 ianuarie 2007   | Catalina                | CSS                    |
| 185463 -        | 2007 BQ4            | 16 ianuarie 2007   | Catalina                | CSS                    |
| 185464 -        | 2007 BS5            | 17 ianuarie 2007   | Catalina                | CSS                    |
| 185465 -        | 2007 BC18           | 17 ianuarie 2007   | Palomar                 | NEAT                   |
| 185466 -        | 2007 BT35           | 24 ianuarie 2007   | Mount Lemmon            | Mount Lemmon Survey⁠(d) |
| 185467 -        | 2007 BN37           | 24 ianuarie 2007   | Mount Lemmon            | Mount Lemmon Survey    |
| 185468 -        | 2007 BR42           | 24 ianuarie 2007   | Catalina                | CSS                    |
| 185469 -        | 2007 BQ45           | 25 ianuarie 2007   | Kitt Peak               | Spacewatch             |
| 185470 -        | 2007 BT45           | 25 ianuarie 2007   | Socorro                 | LINEAR                 |
| 185471 -        | 2007 BV45           | 26 ianuarie 2007   | Kitt Peak               | Spacewatch             |
| 185472 -        | 2007 BZ62           | 27 ianuarie 2007   | Mount Lemmon            | Mount Lemmon Survey⁠(d) |
| 185473 -        | 2007 BE67           | 27 ianuarie 2007   | Mount Lemmon            | Mount Lemmon Survey    |
| 185474 -        | 2007 BR74           | 17 ianuarie 2007   | Kitt Peak               | Spacewatch             |
| 185475 -        | 2007 BA75           | 27 ianuarie 2007   | Kitt Peak               | Spacewatch             |
| 185476 -        | 2007 CL4            | 6 februarie 2007   | Mount Lemmon            | Mount Lemmon Survey⁠(d) |
| 185477 -        | 2007 CK6            | 6 februarie 2007   | Kitt Peak               | Spacewatch             |
| 185478 -        | 2007 CD7            | 6 februarie 2007   | Palomar                 | NEAT                   |
| 185479 -        | 2007 CN10           | 6 februarie 2007   | Mount Lemmon            | Mount Lemmon Survey⁠(d) |
| 185480 -        | 2007 CX27           | 6 februarie 2007   | Kitt Peak               | Spacewatch             |
| 185481 -        | 2007 CF34           | 6 februarie 2007   | Mount Lemmon            | Mount Lemmon Survey⁠(d) |
| 185482 -        | 2007 CK38           | 6 februarie 2007   | Mount Lemmon            | Mount Lemmon Survey    |
| 185483 -        | 2007 DX5            | 17 februarie 2007  | Kitt Peak               | Spacewatch             |
| 185484 -        | 2007 DB85           | 22 februarie 2007  | Antares⁠(d)              | Antares Observatory⁠(d) |
| 185485 -        | 2007 EL68           | 10 martie 2007     | Kitt Peak               | Spacewatch             |
| 185486 -        | 2007 EP75           | 10 martie 2007     | Kitt Peak               | Spacewatch             |
| 185487 -        | 2007 ED139          | 12 martie 2007     | Kitt Peak               | Spacewatch             |
| 185488 -        | 2007 EF159          | 14 martie 2007     | Mount Lemmon            | Mount Lemmon Survey⁠(d) |
| 185489 -        | 2007 FK33           | 25 martie 2007     | Mount Lemmon            | Mount Lemmon Survey    |
| 185490 -        | 2007 GR1            | 9 aprilie 2007     | Bergen-Enkheim          | Bergen-Enkheim         |
| 185491 -        | 2007 GP3            | 9 aprilie 2007     | Kitt Peak               | Spacewatch             |
| 185492 -        | 2007 HA8            | 18 aprilie 2007    | Anderson Mesa           | LONEOS                 |
| 185493 -        | 2007 PO42           | 13 august 2007     | Socorro                 | LINEAR                 |
| 185494 -        | 2007 RB33           | 5 septembrie 2007  | Anderson Mesa           | LONEOS                 |
| 185495 -        | 2007 RV141          | 13 septembrie 2007 | Socorro                 | LINEAR                 |
| 185496 -        | 2007 RR241          | 13 septembrie 2007 | Socorro                 | LINEAR                 |
| 185497 -        | 2007 RJ260          | 14 septembrie 2007 | Mount Lemmon            | Mount Lemmon Survey⁠(d) |
| 185498 -        | 2007 SN             | 17 septembrie 2007 | OAM⁠(d)                  | OAM⁠(d)                 |
| 185499 -        | 2007 TV40           | 6 octombrie 2007   | Kitt Peak               | Spacewatch             |
| 185500 -        | 2007 TA54           | 4 octombrie 2007   | Kitt Peak               | Spacewatch             |